# Listerby
Listerby är en tätort i Ronneby kommun, Listerby socken i Blekinge län, belägen 8 km öster om Ronneby.

## Historia
Listerby är en gammal by, uppbyggd kring den medeltida kyrkan, som restes på 1100-talet, och den intilliggande Byvägen. Vid Byvägen låg fram till 1960-talet småskola, bibliotek, affärer, pastorsexpedition, sågverk, kvarn, smedja med mera. 1846-49 byggdes kyrkan ut och med uppförandet av kyrktornet 1871 fick kyrkan sitt nuvarande utseende
Listerby var centralort i Listerby landskommun.

### Befolkningsutveckling
| Befolkningsutvecklingen i Listerby 1960–2020         | Befolkningsutvecklingen i Listerby 1960–2020 | Befolkningsutvecklingen i Listerby 1960–2020 | Befolkningsutvecklingen i Listerby 1960–2020 | Befolkningsutvecklingen i Listerby 1960–2020 |
| ---------------------------------------------------- | -------------------------------------------- | -------------------------------------------- | -------------------------------------------- | -------------------------------------------- |
|                                                      |                                              |                                              |                                              |                                              |
| År                                                   |                                              |                                              | Folkmängd                                    | Areal (ha)                                   |
| 1960                                                 | 1960                                         |                                              | 230                                          |                                              |
| 1965                                                 | 1965                                         |                                              | 343                                          |                                              |
| 1970                                                 | 1970                                         |                                              | 435                                          |                                              |
| 1975                                                 | 1975                                         |                                              | 701                                          |                                              |
| 1980                                                 | 1980                                         |                                              | 702                                          |                                              |
| 1990                                                 | 1990                                         |                                              | 643                                          | 88                                           |
| 1995                                                 | 1995                                         |                                              | 634                                          | 89                                           |
| 2000                                                 | 2000                                         |                                              | 587                                          | 90                                           |
| 2005                                                 | 2005                                         |                                              | 672                                          | 105                                          |
| 2010                                                 | 2010                                         |                                              | 883                                          | 132                                          |
| 2015                                                 | 2015                                         |                                              | 966                                          | 210                                          |
| 2020                                                 | 2020                                         |                                              | 1 023                                        | 213                                          |
| Anm.: Införlivade 2015 småorten Kartorp och Rolstorp |                                              |                                              |                                              |                                              |

## Samhället
Samtidigt med att Listerbyskolan uppfördes 1964, samt under 1970-talet, byggdes villor kring skolan, varvid samhällets centrum försköts från Byvägen till en kilometer söder om kyrkan. Listerbyskolan byggdes på platsen för den så kallade Hellmansgården, som köptes in av Listerby kommun 1955.
Listerby genomskärs sedan länge av riksvägen, idag E22 och är huvudsakligen en bostadsort med arbetspendlare till Karlskrona och Ronneby. Ett nytt villaområde är uppfört strax söder om tätorten, där det även finns en småbåtshamn. I samhället en bensinstation med jourbutik och Listerbyskolan, som är en F-6-skola. I skolbyggnaden finns inrymt ett bibliotek.

## Idrott
Föreningar t är Listerby Idrottsklubb, Listerby Tennisklubb (som på vintern bedriver innebandyspel), Listerby Samhällsförening, Listerby-Förkärla Hembygdsförening och Slättanäs Båtsällskap.

## Personer från orten
Fotbollsspelaren och lagkaptenen i Kalmar FF, Henrik Rydström som har Listerby IK som moderklubb
Politikern och moderaten Lennarth Förberg som sedan 2022 är kommunfullmäktiges ordförande i Ronneby kommun och 2019-2022 var regionstyrelsens ordförande i Region Blekinge. (Född i Karlskrona)
Godsägaren och riksdagsmannen Ludvig Kruse.
Riksdagsmannen Ernst Olsson (1909–1990). (Född i Karlskrona.)